# Нововосточный
Нововосто́чный — посёлок в Тяжинском районе Кемеровской области. Административный центр Нововосточного сельского поселения.

## География
Центральная часть населённого пункта расположена на высоте 203 м над уровнем моря.

## Население
| 2010 |
| ---- |
| 455  |

### Половой состав
По данным Всероссийской переписи населения 2010 года, в посёлке Нововосточный проживало 455 человек (210 мужчин, 245 женщин).